# 大橫屏山
大橫屏山為橫亙於臺灣臺中盆地東緣的山嶺，稜線南北長達六公里以上。山頂位於臺中市太平區與南投縣國姓鄉的交界，稜脊全為硬岩石，瘦如刀峰，為標準的單面山。海拔1,207公尺，名列台灣小百岳第45，是加里山山脈主脊大橫屏山系的最高峰，以及太平區的第一高峰，山頂有補立的二等三角點1119號。大橫屏山也是水流東溪、猴洞坑溪、東汴坑溪等河川的發源地，前兩者注入烏溪上游的北港溪，後者注入頭汴坑溪後，再注入烏溪上游的大里溪。